# Epiricania hagoromo
Epiricania hagoromo är en fjärilsart som beskrevs av Kato 1939. Epiricania hagoromo ingår i släktet Epiricania och familjen Epipyropidae. Inga underarter finns listade i Catalogue of Life.

## Bildgalleri

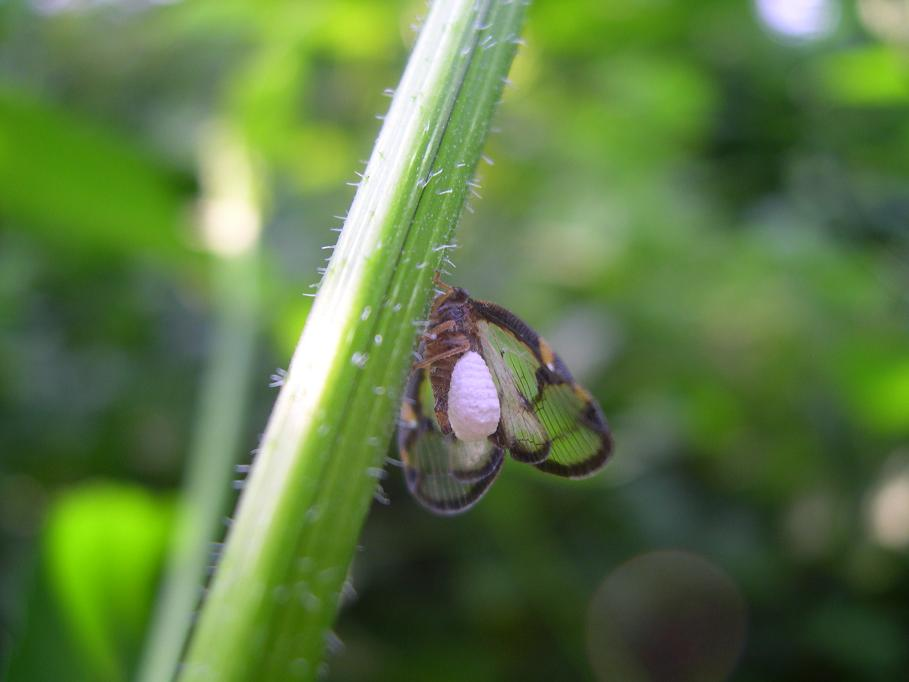